# فرودگاه بین‌المللی ین فلمینگ
فرودگاه بین‌المللی ین فلمینگ (به انگلیسی: Ian Fleming International Airport) یک فرودگاه همگانی با کد یاتا OCJ است که یک باند فرود آسفالت دارد. این فرودگاه در کشور جامائیکا قرار دارد.